# Potenzial (Spieltheorie)
Ein Ordnungspotenzial oder eine Ordnungspotenzialfunktion ist in der Spieltheorie eine spezielle Funktion auf der Menge der Strategiekombinationen eines Spiels. Durch diese Funktion werden die Strategiekombination nach ihrer Auszahlung an die Spieler angeordnet. Eine Strategiekombination besitzt dabei genau dann einen höheren Wert, wenn sie für jeden Spieler zu einer höheren Auszahlung führt. Indem man Ordnungspotenzialfunktion strenger an die Auszahlungsfunktionen bindet, erhält man die Spezialfälle des gewichteten Potenzials und des exakten Potenzials. Letzteres wird auch einfach nur als Potenzial oder Potenzialfunktion bezeichnet.
Die meisten Spiele besitzen allerdings kein Ordnungpotenzial. Von Dov Monderer wurden deshalb 1988 bzw. 1996 die folgenden Klassen von Spielen eingeführt:
- Spiel mit Ordnungspotenzial
- Spiel mit gewichtetem Potenzial
- Spiel mit (exaktem) Potenzial

Eine Potenzialfunktion wurde bei Spielen erstmals 1973 von Robert W. Rosenthal eingesetzt, um zu zeigen, dass Auslastungsspiele ein Nash-Gleichgewicht in reinen Strategien besitzen.

## Definition
Bei allen drei Definitionen sei {\displaystyle \Gamma =(N,\Sigma ,u)} ein Spiel in Normalform. Weiter sei {\displaystyle \sigma \in \Sigma } ein beliebiges aber festes Strategieprofil und
{\displaystyle \sigma ':=(\sigma ^{-i},\sigma _{i}')} das Profil, das durch den Wechsel der Strategie eines Spielers {\displaystyle i\in N} von {\displaystyle \sigma _{i}} zu {\displaystyle \sigma _{i}'} entsteht.

### Ordnungspotenzial
Eine Ordnungspotenzialfunktion {\displaystyle P} ist eine Funktion {\displaystyle P:\Sigma \rightarrow \mathbb {R} }, für die gilt, dass
{\displaystyle u_{i}(\sigma ')-u_{i}(\sigma )>0\quad \Leftrightarrow \quad P(\sigma ')-P(\sigma )>0}

### Gewichtetes Potenzial
Eine gewichtete Potenzialfunktion {\displaystyle P} ist eine Funktion {\displaystyle P:\Sigma \rightarrow \mathbb {R} }
bei der für jeden Spieler {\displaystyle i\in N} eine Zahl {\displaystyle w_{i}>0} existiert, sodass stets gilt, dass
{\displaystyle u_{i}(\sigma ')-u_{i}(\sigma )=w_{i}\cdot (P(\sigma ')-P(\sigma ))}
In diesem Fall nennt man {\displaystyle \Gamma } ein gewichtetes Potenzialspiel. Die Gewichte {\displaystyle w_{1},w_{2},\ldots ,w_{n}} bilden einen Vektor {\displaystyle w}. Kennt man diese Zahlen, so nennt man {\displaystyle P} ein {\displaystyle w}-Potenzial und spricht von einem Spiel mit {\displaystyle w}-Potenzial.

### Exaktes Potenzial
Eine (exakte) Potenzialfunktion {\displaystyle P} ist eine Funktion {\displaystyle P:\Sigma \rightarrow \mathbb {R} } für die gilt, dass
{\displaystyle u_{i}(\sigma ')-u_{i}(\sigma )=P(\sigma ')-P(\sigma )}
Die exakte Potenzialfunktion ist also ein Spezialfall einer gewichteten Potenzialfunktion, bei der alle Gewichte {\displaystyle w_{i}=1} sind.
Es gilt, dass jedes Auslastungsspiel eine exakte Potentialfunktion hat, umgekehrt ist jedes endliche Spiel, welches eine exakte Potentialfunktion
besitzt, isomorph zu einem Auslastungsspiel.

## Eigenschaften
Jedes endliche Spiel mit Ordnungspotenzial besitzt ein Nash-Gleichgewicht in reinen Strategien.
Zwei Potenzialfunktionen {\displaystyle P_{1}} und {\displaystyle P_{2}} eines Spiels unterscheiden sich nur durch eine Konstante:
{\displaystyle P_{1}(\sigma )=P_{2}(\sigma )+c}
Das bedeutet, dass für zwei Strategiekombinationen {\displaystyle \sigma ^{*}} und {\displaystyle \sigma ^{**}} gilt
{\displaystyle P_{1}(\sigma ^{*})-P_{1}(\sigma ^{**})=P_{2}(\sigma ^{*})-P_{2}(\sigma ^{**})}